# Willpower
#WillPower —en español: Fuerza de voluntad— es el título del cuarto disco en solitario de will.i.am, líder de la banda estadounidense The Black Eyed Peas. Su lanzamiento fue efectuado el 19 de abril de 2013. El título previsto originalmente para este álbum era "Black Einstein", pero ese título fue desechado ya que se creyó que podría ser ofensivo. Los tres primeros sencillos del álbum; «This is Love», «Scream & Shout» y «#thatPower», cuentan con las colaboraciones respectivas de Eva Simons, Britney Spears y Justin Bieber. Hit-Boy, Diddy y Waka Flocka Flame aparecen en el remix de «Scream & Shout». El álbum también incluye vocales de Juicy J, Chris Brown, Loreen, Miley Cyrus, Skylar Grey, Nicole Scherzinger, el grupo coreano 2NE1, Baby Kaeley y apl.de.ap.
El álbum fue relanzado el 26 de noviembre de 2013; el relanzamiento incluye el nuevo sencillo "Feelin' Myself" con la colaboración de Miley Cyrus, French Montana, Wiz Khalifa y DJ Mustard, para reemplazar "Let's Go" con Chris Brown.

## Antecedentes
Durante la grabación del sexto álbum de estudio The Beginning de la banda "Black Eyed Peas", Fergie dio a conocer el rumor de que will.i.am se encontraba en pleno proceso de grabación de su nuevo álbum como solista, tentativamente titulado Black Einstein. Sólo días después, will.i.am confirmó la noticia, y anunció que el álbum sería lanzado en 2011. En noviembre de 2011, will.i.am anunció que el título del álbum sería cambiado por #willpower.
Will.i.am confirmó colaboraciones con Miley Cyrus, Britney Spears, Jennifer Lopez, Nicole Scherzinger, David Guetta, Alicia Keys, Natalia Kills, LMFAO, Eva Simons, Kanye West, Avril Lavigne, Cheryl Cole, Chris Brown, Mick Jagger, Busta Rhymes, Demi Lovato, Justin Bieber, y Ne-Yo. Semanas siguientes, comentó que colaboraría con 2NE1.

## Promoción
En abril de 2012, el coche fabricante italiano Lancia encargó dos comerciales, ambos con una pista de #Willpower, para promover su nueva línea de automóviles Lancia Delta. La canción, «Mona Lisa Smile», que cuenta con la colaboración de Nicole Scherzinger, fue prestada por el propio will.i.am. Sin embargo, la versión final de la canción, incluida en el álbum se llama «Smile Mona Lisa», y no da crédito a Scherzinger, aunque en la canción «Far Away from Home», si lo obtuvo.
El 13 de agosto de 2012, will.i.am celebró una "fiesta de despedida" en la celebración de la producción de #Willpower. Un afiche, con la portada del álbum, invitó a los fanes para un evento abierto, con algunas estrellas que habían trabajado en el nuevo álbum y otros. La fiesta también incluyó un momento privado para escuchar parte de su álbum, y pidió a los oyentes que eligieran el siguiente sencillo. Hubo un rumor de que el siguiente sencillo elegido sería «Scream and Shout» con Britney Spears, lo que más tarde se confirmó en Twitter. La fiesta contó con un evento de alfombra roja, que contó con la publicación de la portada del nuevo álbum. La fiesta también contó con pirotecnia que se utilizaría en la siguiente gira de Will para la promoción del álbum. Al evento asistieron Lindsay Lohan, Meagan Good, Nicole Scherzinger, Steve Aoki, Wilmer Valderrama, Corey Feldman, David Faustino y muchos otros. Will.i.am interpretó «Fresh Shit» (que más tarde se mezclaría como «Freshy» en la versión final del álbum) y «Dirty Beat» (que no fue incluida en el álbum), junto con muchas otras canciones. También realizó notables remixes, como: «Somebody That I Used to Know» de Gotye , «Mercy» de Kanye West y «Scream and Shout (Hit-Boy Remix) de él mismo.
En el período previo a la publicación del álbum en Australia, el periódico Perth Now, organizó un concurso para ganar copias del álbum.
También se embarcó en una gira europea denominada The #Willpower Tour durante diciembre de 2013.

### Sencillos

#### This Is Love
El primer sencillo oficial del álbum, «This Is Love», fue lanzado el 26 de mayo de 2012. Con un EuroStyle muy favorecedor, el sencillo fue estrenado oficialmente contando con la colaboración de la artista Eva Simons. El videoclip fue grabado en Londres y estrenado en YouTube el 1 de junio de 2012. Durante el transcurso del vídeo, se puede ver a Will.I.Am cantando mientras toca el piano y aparece rapeando. El tema alcanzó el puesto número uno en la lista de singles del Reino Unido, obteniendo su primero número uno aquel país. La pista fue lanzada en los Estados Unidos el 19 de junio de 2012, impactando oficialmente en la Mainstream Top 40 de radio, y fue promovido con una actuación en el America's Got Talent.

#### Scream & Shout
El segundo sencillo del álbum es «Scream & Shout» con la colaboración de la cantante estadounidense Britney Spears, una de las artistas con ventas más elevadas de la historia. La canción fue anunciada por el cantante cuando dio una fiesta en la discoteca "Avalon" de Hollywood celebrando la terminación de su nuevo álbum "WillPower". "Britney está en el álbum," dice textualmente en la entrevista, mientras que también confirma otras colaboraciones como LMFAO y Justin Bieber. Posteriormente fue confirmado como sencillo y se descubrió el título. La canción hizo su debut en las radios de todo el mundo el 19 de noviembre de 2012. El video musical se estrenó el 28 de noviembre de 2012 en The X Factor. La pista también impactó oficialmente en el Top 40 Mainstream, el 27 de noviembre de 2012. A finales de enero de 2013, una nueva remezcla de hip-hop para la canción, fue lanzada para la descarga digital, con la colaboración de Lil Wayne, Waka Flocka Flame, Hit-Boy y Diddy, además de Spears. Para su promoción, un nuevo video musical fue lanzado el 14 de febrero de 2013.
Tanto fue el éxito del sencillo, que alcanzó el número uno en los países de Alemania, Austria, Bélgica, Canadá, Dinamarca, España, Finlandia, Francia, Irlanda, Italia, Noruega, Nueva Zelanda, los Países Bajos y Suiza, y figuró entre los dos primeros lugares en mercados como Australia y Suecia. En el Reino Unido se convirtió en el segundo número uno consecutivo del álbum, mientras que en los Estados Unidos se posicionó número tres, acumulando un total de 3 000 000 descargas vendidas. De esta forma, la canción se convirtió en el mayor éxito de will.i.am en toda su carrera como solista principal en el país y fue certificado con triple disco de platino.

#### #thatPower
«#thatPower» con Justin Bieber fue anunciado como el tercer sencillo de #Willpower el 15 de marzo de 2013, a través de la cuenta oficial en Twitter de Will.i.am. Fue estrenada en Capital FM ese día, el sencillo fue lanzado el 18 de marzo de 2013, coincidiendo con la noticia de que #Willpower finalmente sería lanzado el 23 de abril de 2013. Tras su lanzamiento, debutó en el número cuarenta y dos de la Billboard Hot 100 de los Estados Unidos, con ventas de 108 mil copias. Semanas siguientes, alcanzó su máxima posición en el número diecisiete y hasta junio vendió 818 589 copias. En Europa obtuvo un mayor éxito comercial, convirtiéndose en éxito top10 en países como; Alemania, Bélgica (Valonia), Escocia, Irlanda, Noruega, Reino Unido y Suecia. El vídeo musical fue filmado en Japón y lanzado vía Youtube el 19 de abril de 2013.

#### Feeling Myself
«Feeling Myself» con la colaboración de Miley Cyrus, French Montana, y Wiz Khalifa fue lanzado como el primer sencillo del relanzamiento del álbum, el 26 de noviembre de 2013.

### Sencillos promocionales
Tres sencillos precedieron a la producción final de #Willpower. «THE (The Hardest Ever)» fue lanzado originalmente como el primer sencillo del álbum, el 20 de noviembre de 2011. La canción cuenta con las voces de Jennifer López y Mick Jagger. El sencillo fue lanzado el 20 de noviembre de 2011 en los Estados Unidos, y tres meses más tarde, el 5 de febrero de 2012, en el Reino Unido. Alcanzó el número treinta y seis de la Billboard Hot 100 y el número tres en la lista de singles del Reino Unido. «Great Times», que más tarde sería remezclado como «Great Times Are Coming» en la versión final de #Willpower, fue lanzado como el primer sencillo del álbum en Brasil el 29 de noviembre de 2011, ya que «THE (The Hardest Ever)» no fue lanzado en ese país. El sencillo alcanzó el puesto dos en las listas Airplay de Brasil, y también tuvo éxito en Corea del Sur, donde alcanzó el número doce. «Reach for the Stars» (Mars Edition) fue lanzado como el tercer sencillo promocional del álbum el 28 de agosto de 2012. en conmemoración del aterrizaje del rover Curiosity en el planeta Marte. La canción se convirtió en la primera canción en la historia que se emitió desde otro planeta, completando un recorrido de más de 300 millones de kilómetros entre Marte y la Tierra.
«Fall Down», con la colaboración de Miley Cyrus, fue lanzado como sencillo promocional del álbum, el 16 de abril de 2013 como parte del iTunes Countdown para Willpower.

## Recepción de la crítica
El álbum recibió críticas mixtas por parte de los críticos musicales. En Metacritic, le entregaron un 45% de valoración, de un total de 100%. Andy Gill de The Independent dio al álbum 3 de 5 estrellas, comparándolo con el trabajo de otros artistas como David Guetta y el dúo sueco Swedish House Mafia. Stephen Unwin del Daily Express también le entregó al álbum 3 de 5 estrellas, escribiendo que "se puede oír un montón de juegos de palabras, con muchas colaboraciones". Jon Dolan de Rolling Stone le dio al disco 3 de 5 estrellas, escribiendo "El cuarto álbum en solitario de will.i.am es exactamente una bomba de la muerte".
En una nota más negativa, Kevin Liedel de Slant Magazine llamó al álbum "un golpetazo de clichés pop y ensimismado acicalamiento", criticando la forma de "cada pista se puede reducir a un puñado de frases, un club ritmo fuzz-up, y algún tipo de glitchy...". Además, Brian Mansfield de USA Today, comenta que el álbum a veces "se desvía a menudo a una alta definición de estupidez electro-pop", aunque destacó positivamente el esfuerzo de colaborar con "estrellas de renombre".

## Controversias
La controversia surgió debido a segmentos idénticos entre la canción «Let's Go» y la pista «Rebound» de Arty y Mat Zo. Arty afirmó en Twitter que Interscope Records no obtuvo el permiso de Anjunabeats para utilizar segmentos de su canción. Anjunabeats ha lanzado desde entonces una declaración que aunque Arty fue acreditado en las notas de la canción, esto no es una forma válida de obtener el permiso para utilizar la muestra. Esta declaración fue hecha en lo que respecta a los comentarios de Will.i.am, hechos a la Associated Press en la que afirmaba: "no se puede robar si acreditan a alguien." Otra canción del álbum, «Bang Bang», se dijo que también tenía muchas similitudes con la canción «Epic» de Quintino y Sandro Silva. Los críticos se han cuestionado si hubo un caso de violación en el álbum.

## Listado de canciones
- Edición estándar

| Willpower |                                               |                                      |          |  |
| N.º       | Título                                        | Productor(es)                        | Duración |  |
| 1.        | «Good Morning»                                | will.i.am                            | 01:44    |  |
| 2.        | «Hello»                                       | Afrojack, will.i.am, Free School     | 04:45    |  |
| 3.        | «This Is Love» (con Eva Simons)               | will.i.am, Angello, Ingrosso         | 04:42    |  |
| 4.        | «Scream & Shout» (con Britney Spears)         | Lazy Jay, will.i.am                  | 04:42    |  |
| 5.        | «Let's Go» (con Chris Brown)                  | will.i.am                            | 05:34    |  |
| 6.        | «Gettin' Dumb» (con apl.de.ap y 2NE1)         | will.i.am, Free School, Freshmen III | 05:13    |  |
| 7.        | «Geekin»                                      | will.i.am                            | 03:34    |  |
| 8.        | «Freshy» (con Juicy J)                        | Freshmen III, will.i.am, Poet        | 04:06    |  |
| 9.        | «#thatPower» (con Justin Bieber)              | Leroy, will.i.am                     | 04:39    |  |
| 10.       | «Great Times Are Coming»                      | will.i.am, Freshmen III, Leroy       | 04:36    |  |
| 11.       | «The World Is Crazy» (con Dante Santiago)     | will.i.am                            | 03:59    |  |
| 12.       | «Fall Down» (con Miley Cyrus)                 | Dr. Luke, Benny Blanco, Cirkut       | 05:07    |  |
| 13.       | «Love Bullets» (con Skylar Grey)              | will.i.am, Zach "GFG" Jones          | 04:11    |  |
| 14.       | «Far Away from Home» (con Nicole Scherzinger) | will.i.am                            | 03:54    |  |
| 15.       | «Ghetto Ghetto» (con Baby Kaely)              | Maejor Ali                           | 03:52    |  |

- Edición de lujo

| Willpower (Deluxe Version – Bonus Tracks) |                       |                     |          |  |
| N.º                                       | Título                | Productor(es)       | Duración |  |
| 16.                                       | «Reach for the Stars» | will.i.am, Audiobot | 04:21    |  |
| 17.                                       | «Smile Mona Lisa»     | will.i.am           | 03:56    |  |
| 18.                                       | «Bang Bang»           | will.i.am           | 04:38    |  |

| Willpower (International deluxe edition (Disc 2) | |                              |          |  |
| N.º                                              | Título                                                                                               | Productor(es)                | Duración |  |
| 1.                                               | «Scream & Shout» (Hit-Boy Remix) (con Britney Spears, Hit-Boy, Waka Flocka Flame, Lil Wayne y Diddy) | will.i.am, Lazy Jay, Hit-Boy | 05:56    |  |
| 2.                                               | «#thatPower» (Trap remix) (con Justin Bieber)                                                        | will.i.am, Leroy             | 03:36    |  |
| 3.                                               | «Bang Bang»                                                                                          | will.i.am                    | 04:39    |  |

| Willpower (Japanese deluxe edition (Disc 2) | |                                |          |  |
| N.º                                         | Título                                                                                               | Productor(es)                  | Duración |  |
| 1.                                          | «Reach for the Stars»                                                                                | will.i.am, Audiobot            | 04:21    |  |
| 2.                                          | «Smile Mona Lisa»                                                                                    | will.i.am                      | 03:36    |  |
| 3.                                          | «Bang Bang»                                                                                          | will.i.am                      | 04:39    |  |
| 4.                                          | «Great Times» (Damien Leroy)                                                                         | will.i.am, Freshmen III, Leroy | 03:10    |  |
| 5.                                          | «Scream & Shout» (Hit-Boy Remix) (con Britney Spears, Hit-Boy, Waka Flocka Flame, Lil Wayne y Diddy) | will.i.am, Lazy Jay, Hit-Boy   | 05:56    |  |

Notas
- «Good Morning» contiene elementos de «Flowers Bloom», escrita por Jack Milas y Oli Chang, e interpretada por High Highs.
- «Smile Mona Lisa» contiene elementos de «Manhã de Carnaval», escrita por Luis Bonfá, Atonia Maria, Les Nouvelles Editions Méridian (Sacem)

## Funcionamiento en las listas
El álbum debutó en el número nueve de la lista Billboard 200, con ventas de 29 000 copias en su primera semana en los Estados Unidos. En su segunda semana, el álbum vendió 9300 copias más para un total de 38 300. Hasta junio de 2013, el álbum vendió 58 000 copias en los Estados Unidos.

### Listas
| País              | Medio u organización publicadora | Lista                   | Posición | Ref.   |
| ----------------- | -------------------------------- | ----------------------- | -------- | ------ |
| América del Norte |                                  |                         |          |        |
| Estados Unidos    | Billboard                        | Billboard 200           | 9        |        |
| Estados Unidos    | Billboard                        | Dance/Electronic Albums | 1        | [ 55 ] |
| Europa            |                                  |                         |          |        |
| Alemania          | BVMI                             | Top 100 álbumes         | 11       | [ 56 ] |
| Austria           | IFPI                             | Top 75 álbumes          | 15       | [ 57 ] |
| Bélgica (Flandes) | Ultratop                         | Top 100 álbumes         | 26       | [ 58 ] |
| Bélgica (Valonia) | Ultratop                         | Top 100 álbumes         | 15       | [ 59 ] |
| España            | PROMUSICAE                       | Top 100 álbumes         | 25       | [ 60 ] |
| Francia           | SNEP                             | Top 200 álbumes         | 5        | [ 61 ] |
| Irlanda           | IRMA                             | Top 75 álbumes          | 5        | [ 62 ] |
| Países Bajos      | MegaCharts                       | Top 100 álbumes         | 25       | [ 63 ] |
| Polonia           | ZPAV                             | Top 100 álbumes         | 36       | [ 64 ] |
| Reino Unido       | OCC                              | Top 100 álbumes         | 3        | [ 65 ] |
| Suecia            | Sverigetopplistan                | Top 60 álbumes          | 58       | [ 66 ] |
| Suiza             | Schweizer Hitparade              | Top 100 álbumes         | 10       | [ 67 ] |
| Asia              |                                  |                         |          |        |
| Japón             | Oricon                           | Top 100 álbumes         | 11       | [ 68 ] |
| Oceanía           |                                  |                         |          |        |
| Australia         | ARIA                             | Top 50 álbumes          | 9        | [ 69 ] |
| Nueva Zelanda     | RIANZ                            | Top 40 álbumes          | 9        | [ 70 ] |

## Certificaciones
| País          | Organismo certificador | Certificación    | Ventas certificadas | Simbolización | Ref.   |
| ------------- | ---------------------- | ---------------- | ------------------- | ------------- | ------ |
| Europa        |                        |                  |                     |               |        |
| Austria       | IFPI Austria           | Disco de oro     | 7 500               |               | [ 71 ] |
| Reino Unido   | BPI                    | Disco de plata   | 60 000              |               | [ 72 ] |
| Australasia   |                        |                  |                     |               |        |
| Nueva Zelanda | RIANZ                  | Disco de platino | 15 000              |               | [ 73 ] |

## Lanzamientos
| País           | Fecha                   | Formato              | Edición          | Sello                                           | Ref.   |
| -------------- | ----------------------- | -------------------- | ---------------- | ----------------------------------------------- | ------ |
| Alemania       | 19 de abril de 2013     | Descarga digital, CD | Standard, Deluxe | Universal Music                                 | [ 74 ] |
| Australia      | 19 de abril de 2013     | Descarga digital, CD | Standard, Deluxe | Universal Music                                 | [ 75 ] |
| Reino Unido    | 22 de abril de 2013     | Descarga digital, CD | Standard, Deluxe | Polydor Records                                 | [ 76 ] |
| Estados Unidos | 23 de abril de 2013     | Descarga digital, CD | Standard, Deluxe | Interscope Records                              | [ 28 ] |
| Francia        | 23 de abril de 2013     | Descarga digital, CD | Standard, Deluxe | Interscope Records                              | [ 77 ] |
| Japón          | 24 de abril de 2013     | Descarga digital, CD | Standard, Deluxe | Universal Music Japan (Universal International) | [ 78 ] |
| Estados Unidos | 26 de noviembre de 2013 | Descarga digital, CD | Relanzamiento    | Interscope, Universal                           | [ 79 ] |
| Reino Unido    | 26 de enero de 2014     | Descarga digital, CD | Relanzamiento    | Polydor Records                                 | [ 80 ] |